# Клумель, Меир
Клумель Меир (2 января 1875, Видзы, Ковенской губернии — 1936, Тель-Авив) — деятель сионистского движения и школьного еврейского образования в Польше.

## Биография
Родился в семье Авраама Клумеля и Ципоры Гальпер (дочери раввина из Режицы). Получил традиционное еврейское религиозное образование в хедере и иешивах Видзы, Режицы и Ковно. В 1898 году изучал филологию в Берлинском университете, параллельно учился в Еврейской теологической семинарии у А. Хильдесхаймера. Затем продолжил учёбу в Гёттингене. В 1902 году получил степень доктора философии Страсбургского университета.
С 1902 года жил в Варшаве и активно участвовал в сионистском движении. Во время Первой мировой войны, когда Варшава находилась под немецкой оккупацией, работал в «Джойнте», занимался проблемами школьного еврейского образования. Один из основателей школ «Тарбут» . Возглавлял «Тарбут» в Польше. В 1917–1924 годах председатель сионистской организации Польши, был членом Исполнительного комитета организации и президентом Национального совета директоров «Керен ха-Йесод».
В 1932 году эмигрировал в Эрец-Исраэль. Занимал пост муниципального судьи в Тель-Авиве и принимал активное участие в Ассоциации иммигрантов из Польши.